# Babai (Bardiya)
Babai (Nepali बबई) ist eine Stadt (Munizipalität) im Westen Nepals im Distrikt Bardiya.
Die Stadt Babai liegt am Fuß der Siwaliks im Terai 28 km nördlich von Gulariya. Der gleichnamige Fluss Babai strömt östlich von Babai nach Süden.
Die Stadt entstand im September 2015 durch Zusammenlegung der Village Development Committees Baganaha und Neulapur. 
Die Stadtverwaltung befindet sich im ehemaligen VDC Neulapur.
Die West-Ost-Hauptstraßenverbindung Nepals, der Mahendra Rajmarg, verläuft durch Babai. Nordöstlich von Babai liegt der Bardiya-Nationalpark.

## Einwohner
Bei der Volkszählung 2011 hatten die VDCs, aus welchen die Stadt Babai entstand, 27.838 Einwohner (davon 13.192 männlich) in 5452 Haushalten.